# 2027
- Wikisource

| Calendário gregoriano                                                        | 2027 MMXXVII                        |
| Ab urbe condita                                                              | 2780                                |
| Calendário arménio                                                           | 1477 – 1478                         |
| Calendário bahá'í                                                            | 183 – 184                           |
| Calendário budista                                                           | 2571                                |
| Calendário chinês                                                            | 4723 – 4724 Início a 6 de fevereiro |
| Calendário copta                                                             | 1743 – 1744                         |
| Calendário etíope                                                            | 2019 – 2020                         |
| Calendários hindus - Vikram Samvat - Calendário nacional indiano - Cáli Iuga | 2082 – 2083 1948 – 1949 5127 – 5128 |
| Calendário Holoceno                                                          | 12027                               |
| Calendário islâmico                                                          | 1449 – 1450                         |
| Calendário judaico                                                           | 5787 – 5788                         |
| Calendário persa                                                             | 1405 – 1406 Início a 21 de março    |
| Calendário rúnico                                                            | 2277                                |
| Calendário solar tailandês                                                   | 2570                                |

2027 (MMXXVII, na numeração romana) será um ano comum do século XXI que começará numa sexta-feira, segundo o calendário gregoriano. A sua letra dominical será C. A terça-feira de Carnaval ocorrerá a 9 de fevereiro e o domingo de Páscoa a 28 de março. Segundo o horóscopo chinês, será o ano da Cabra, começando a 6 de fevereiro.

| Evento                                                   | Data            | Hora  |
| -------------------------------------------------------- | --------------- | ----- |
| Aquário                                                  | 20 de janeiro   | 07:30 |
| Peixes                                                   | 18 de fevereiro | 21:34 |
| primavera no hemisfério norte e outono no hemisfério sul |                 |       |
| Carneiro/equinócio                                       | 20 de março     | 20:25 |
| Touro                                                    | 20 de abril     | 07:18 |
| Gémeos                                                   | 21 de maio      | 06:18 |
| verão no hemisfério norte e inverno no hemisfério Sul    |                 |       |
| Caranguejo/solstício                                     | 21 de junho     | 14:11 |
| Leão                                                     | 23 de julho     | 01:05 |
| Virgem                                                   | 23 de agosto    | 08:15 |
| Outono no Hemisfério Norte e Primavera no Hemisfério Sul |                 |       |
| Balança/equinócio                                        | 23 de setembro  | 06:02 |
| Escorpião                                                | 23 de outubro   | 15:33 |
| Sagitário                                                | 22 de novembro  | 13:16 |
| inverno no hemisfério norte e verão no hemisfério sul    |                 |       |
| Capricórnio/solstício                                    | 22 de dezembro  | 02:42 |

| UTC: Portugal Continental, Madeira, Guiné-Bissau e São Tomé e Príncipe Subtrair (-): 1 h nos Açores e Cabo Verde 2 h nas Ilhas oceânicas brasileiras 3 h em Brasília, em Goiás, na Amazônia Oriental Brasileira e no nordeste, sudeste e sul brasileiros 4 h na Amazônia Ocidental Brasileira, Mato Grosso e Mato Grosso do Sul 5 h no Acre e sudoeste do Amazonas Adicionar (+): 1 h em Angola e Guiné Equatorial 2 h em Moçambique 8 h em Macau 9 h em Timor-Leste. |
| Adicionar uma hora durante a vigência do horário de verão: Portugal Continental : De 28 de março a 31 de outubro de 2027 |

| Ano completo                       |
| ---------------------------------- |
| Ano comum com início à sexta-feira |

## Eventos previstos
- Ano da Cabra de Fogo do Horóscopo chinês
- Realização da XLVIII Copa América de 2027 de futebol, em um país ainda não decidido.

### Janeiro
- 5 de janeiro - Posse do 40° Presidente do Brasil.
- 6 de janeiro - Posse dos Governadores eleitos no pleito geral de 2026.

### Junho
- 24 de junho a 25 de julho - Realização da Copa do Mundo de Futebol Feminino de 2027, no Brasil.[1]

### Julho
- 16 de julho a 1º de agosto - Realização do XX Pan 2027 em Lima, no Peru.

### Agosto
- 7 de agosto - O asteróide 199-AN10 se aproximará 388.960 km da terra.[2]

## Na ciência
Em 6 de fevereiro de 2027 haverá um eclipse solar visível do Brasil, Argentina, Chile e outros países da América do Sul.

## Na ficção

### Nos videogames
- Cyberia (1994)
- Homefront (2011)

### No cinema
- Divino Amor (2019)
- Filhos da Esperança (2006)

## Epacta e idade da Lua
| Epacta gregoriana | 22 (XXII) |
| Idade da Lua      | Letra C   |

## Por tema
- 2027 no desporto